# Herbert Stothart
Herbert Stothart, född 11 september 1885 i Milwaukee, Wisconsin, död 1 februari 1949 i Los Angeles, Kalifornien, var en amerikansk kompositör, arrangör och orkesterledare.

## Originalmusik (i urval)
- 1930 – Anna Christie
- 1930 – Zigenarkärlek
- 1933 – Drottning Christina
- 1934 – Den brokiga vävnaden
- 1935 – Anna Karenina
- 1935 – Galakväll på operan
- 1935 – Myteri
- 1935 – David Copperfield
- 1935 – Kapten på Singaporelinjen
- 1935 – I skuggan av giljotinen
- 1936 – Kameliadamen
- 1936 – Romeo och Julia
- 1937 – Marie Walewska
- 1938 – Kärleksduetten
- 1939 – Dårskapens marknad
- 1940 – Dimmornas bro
- 1940 – Nordvästpassagen
- 1940 – Susan älskar alla
- 1941 – Ziegfeldflickan
- 1941 – Blommor i skugga
- 1941 – Inte ikväll, min vän!
- 1942 – Mrs. Miniver
- 1943 – Madame Curie
- 1943 – Vi människor
- 1943 – Hjältar dö aldrig
- 1945 – Dorian Grays porträtt
- 1945 – Domens dal
- 1946 – De gröna åren
- 1948 – De tre musketörerna